# Microglanis cibelae
Microglanis cibelae är en fiskart som beskrevs av Luiz R. Malabarba och Mahler, 1998. Microglanis cibelae ingår i släktet Microglanis och familjen Pseudopimelodidae. Inga underarter finns listade i Catalogue of Life.